# Most podnoszony w Nowej Soli
Most nad kanałem portowym w Nowej Soli usytuowany w ciągu Alei Wolności oraz koło ulicy Portowej jest unikatowym w skali Polski i Europy mostem ruchomym z podnoszonym przęsłem. 

## Historia
Pierwsze informacje na temat mostu portowego w Nowej Soli pojawiły się krótko po lokacji miasta w 1743 roku. W miejscu obecnego mostu znajdował się drewniany most o długości około 90 metrów, prowadzący na dawną wyspę, tzw. Mały Lasek. Dzięki poszerzeniu kanału portowego oraz szybkiemu rozwojowi portu rzecznego most został przebudowany na początku XIX. Długi, wieloprzęsłowy drewniany obiekt miał konstrukcję łukową, a jego środkowa część która znajdowała się najwyżej lustra wody służyła jako trakt wodny dla większych jednostek.
Dzięki dynamicznemu rozwojowi przemysłowemu miasta w drugiej połowie XIX wieku oraz powstaniu nowoczesnej stoczni konieczne były zmiany w budowie mostu. W 1896 roku oddano do użytku nowy most. Była to konstrukcja drewniana, wieloprzęsłowa. Środkowe przęsło mostu składało się z dwóch klap podnoszonych liniami z przeciwwagą. Projekt mostu był zaczerpnięty prawdopodobnie z mostu odrzańskiego w Nowej Soli, gdzie zastosowano dwuklapowy system podnoszenia jednego z przęseł. Pod koniec XIX stulecia most został oddany do użytku, niestety nie spełniał do końca wymagań nowoczesnego portu. Aby móc przyjmować większe jednostki władze miasta zostały zmuszone do podjęcia decyzji o budowie nowocześniejszego mostu.
Wbrew powszechnej opinii, projektantem i wykonawcą konstrukcji nie była znana z budowy mostów firma "Beuchelt & Co" z Zielonej Góry. Za projekt oryginalnej konstrukcji odpowiada inżynier E. Wiesner z wrocławskiej firmy Eisenbetonbau-Gesellschaft Dittmar Wolfsohn u. Co. Z kolei wykonawcą konstrukcji stalowych była firma Augusta Klonne z Dortmundu. Po raz pierwszy ta informacja ukazała się w druku dopiero w roku 2013, w kalendarium dziejów miasta wydanym z okazji 450-lecia Nowej Soli.
Odnowiony most oddano do użytku w 1927 roku. Była to nowoczesna i nowatorska konstrukcja, która umożliwiła funkcjonowanie portu i przyjmowanie większości odrzańskich jednostek pływających. W lutym 1945 roku wycofujące się z miasta jednostki niemieckie dokonały uszkodzenia mostu. W celu przywrócenia ruchu pieszego między brzegami kanału portowego została zbudowana drewniana kładka, która pod koniec lat dziewięćdziesiątych została rozebrana. Właściwy remont mostu przeprowadzono dopiero w latach 1954–1956, kiedy to zmodernizowano układ napędowy zastępując ręczny - elektrycznym. W takim stanie most przetrwał do 1988 roku, kiedy ze względu na pogarszający się stan techniczny ruch kołowy został zamknięty i dopuszczono jedynie ruch pieszy. W 1993 roku wykonano kapitalny remont konstrukcji mostu oraz mechanizmu podnoszenia, a w 2011 miała miejsce naprawa uszkodzonej górnej belki. Obecnie jego stan techniczny jest bardzo dobry. 
W kwietniu 2012 roku most został wpisany do rejestru zabytków.

## Walory historyczno-techniczne mostu

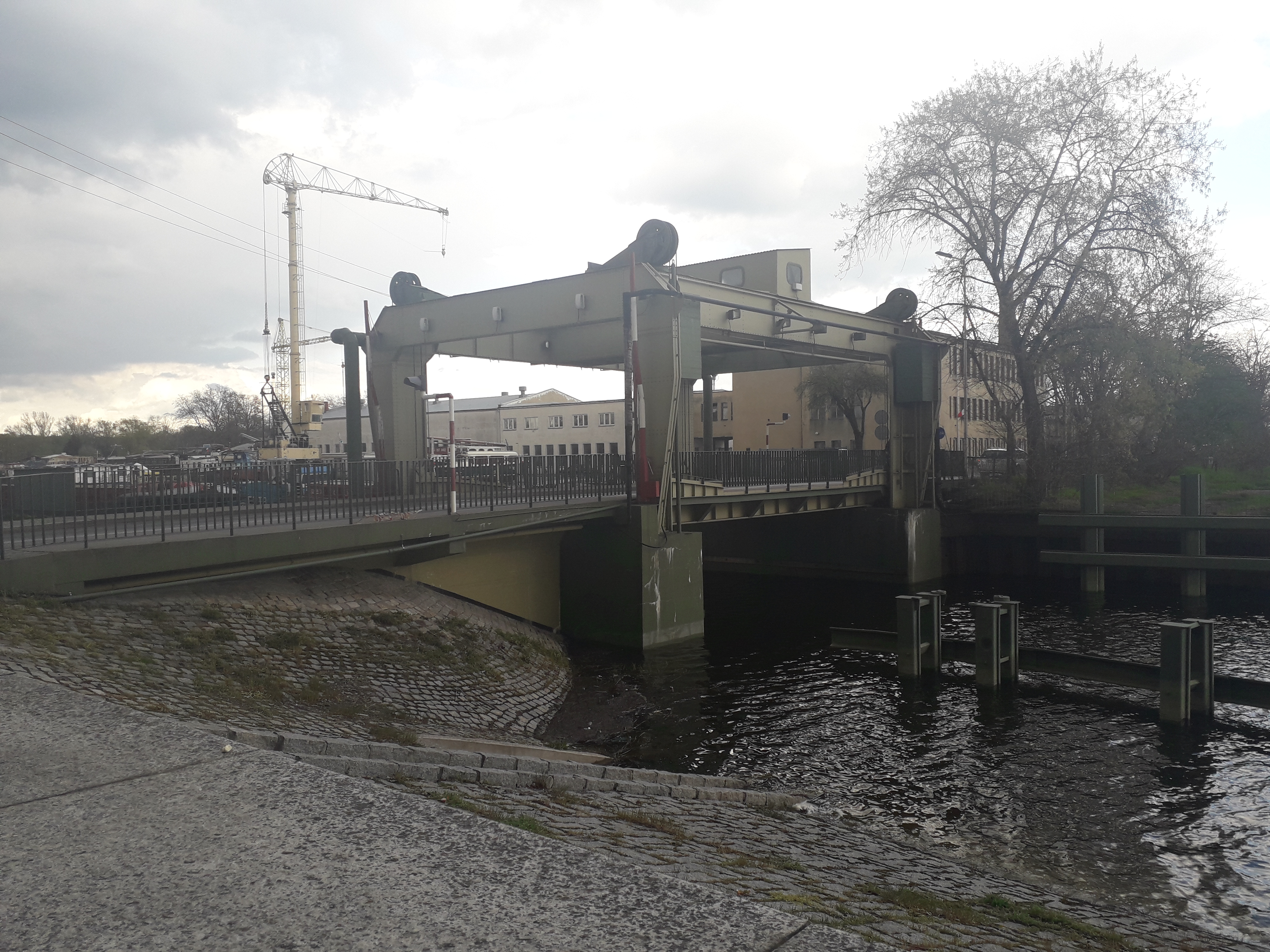
Most podnoszony w Nowej Soli.

Przęsło i mechanizm podnoszenia (pierwotnie napędzany ręcznie, obecnie zaś elektrycznie). Podporami mostu są skrzynie żelbetowe posadowione poniżej lustra wody na palach drewnianych. Konstrukcję mostu stanowią dwa dźwigary stalowe o rozpiętości 12,6 metra, z jazdą dołem. Między dźwigarami znajdują się jezdnie, a po zewnętrznych stronach – chodniki dla pieszych. Na przyczółkach zamontowana została konstrukcja stalowa umożliwiająca podnoszenie mostu. Składa się ona z ram poprzecznych oraz dwóch ram podłużnych. Ramy te na wysokości rygla są na stałe ze sobą połączone i dodatkowo stężone konstrukcją stalową.

## Literatura
- dr Stanisław Kowalski: Zabytki województwa zielonogórskiego, Lubuskie Towarzystwo Naukowe, Zielona Góra 1987.
- Iwona Peryt-Gierasimczuk (red.): Czas architekturą zapisany, Zielona Góra 1998.
- Tomasz Andrzejewski, Jarosław Parahus: 450-lat Nowej Soli. Kalendarium dziejów miasta, Nowa Sól 2013.